# Fuerte de Chascomús

Partido de Chascomús

El Fuerte de Chascomús, o San Juan Bautista de Chascomús, fue un puesto fortificado que integró la línea de defensa del territorio de Buenos Aires en su frontera con el indio. Ubicado en el actual Partido de Chascomús dio origen a su cabecera, la ciudad de Chascomús.

## Antecedentes
Hacia 1735 las invasiones de pampas, aucas chilenos y serranos comenzaron a ser más frecuentes y las expediciones resultaban ineficaces pues los indios ganaban rápidamente el desierto y las fuerzas que los perseguían iban mal montadas y pertrechadas, desconociendo el territorio pampeano.
En 1736 el maestre de campo Juan de San Martín y Gutiérrez fundó el Fuerte de Arrecifes y efectuó en agosto de 1737 una entrada contra los indios. Tras los grandes malones de 1740 (Luján y Matanza) y 1741 (Luján) se firmó un tratado con el cacique Cangapol para asegurar la frontera establecida en el río Salado (Buenos Aires), pero era una solución provisoria: el 28 de julio de 1744 200 pehuenches chilenos atacaron la entonces Cañada de la Cruz y Luján. Sobre una división de la frontera en tres zonas (Salto, Luján y Magdalena), en 1745 San Martín extendió una primera línea de avanzadas que incluía entre otras posiciones la Guardia del Zanjón (en el pago de Magdalena), un asentamiento en el pago de Las Conchas y otro en los pagos de la Matanza (Guardia Puesto de López) al que se agregaría luego el Fuerte de Pergamino (1749). En partidas de no más de 8 milicianos por turnos semanales avanzaban a descubierta 10 o más leguas al sur de su acantonamiento y permanecían una semana manteniéndose sobre el terreno y batiendo su sector para prevenir incursiones. 
En 1750 esa línea había quedado desguarnecida y en los siguientes dos años los malones asolaron la campaña, por lo que en 1752 se avanzó la línea de frontera militar: los nuevos fuertes se ubicarían uno sobre las nacientes del río Salto (Fuerte de Salto), que se convertiría en avanzada del fuerte de Arrecifes, en Laguna Brava (Guardia de Luján o Fuerte San José de Luján, actual Mercedes) como puesto avanzado del fuerte de Luján y en la laguna de Lobos, rápidamente descartada por la vieja posición del Zanjón. Simultáneamente, se creaba el cuerpo de Blandengues de Buenos Aires para servir en la frontera y promover el asentamiento de población estable. Tras nuevos malones en 1753 y 1754, la frontera permaneció relativamente estable.

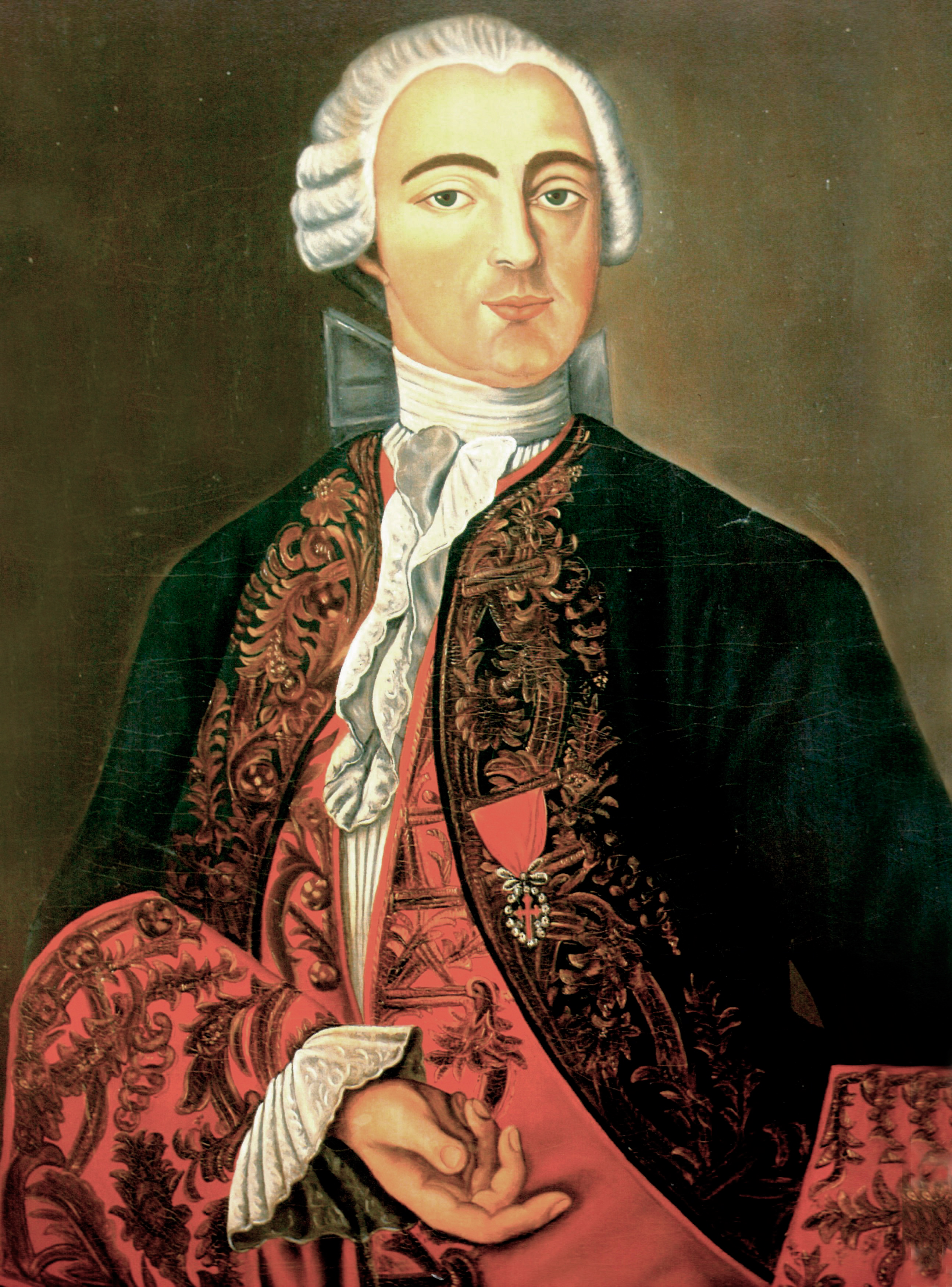
Pedro de Cevallos.

Después de una fuerte invasión realizada en enero de 1777, Pedro de Cevallos quien asumía el gobierno del nuevo Virreinato del Río de la Plata, envió instrucciones al Cabildo para que estableciera o reforzara la línea de guardias y el 2 de julio de 1777 el maestre de campo Manuel Pinazo propuso que las guardias establecidas al norte del Salado, fueran trasladadas a la banda sur y colocadas en la laguna de los Camarones (la del Zanjón), los manantiales de Casco (la de Luján) y en laguna del Carpincho (el fuerte de Salto). De las otras cuatro guardias mantenidas por los milicianos "a ración y sin sueldo", proponía dejar solo dos, la de la Matanza (llevándola al arroyo de Las Flores), y la de Las Conchas (trasladada a la Laguna del Trigo).
Mientras se debatía la propuesta, el 19 de octubre un nuevo malón obligó a converger en Rojas tropas de Salto y Pergamino, que efectuaron sin resultado una entrada de 400 km. En noviembre numerosas partidas de indios de lanza se concentraron en arroyo Dulce y laguna de Melincué con intención de atacar Areco, Salto y Pergamino. Pese a ser época de cosechas, la población se replegó sobre los fuertes.
Esto último impulsó a Cevallos a su regreso después de expulsar a los portugueses de Colonia del Sacramento a solicitar a la Corte autorización para preparar una ofensiva general sobre toda la extensión de la frontera con un ejército de 10 o 12 mil hombres que reuniría las milicias de las provincias de Buenos Aires, Córdoba, San Luis, Mendoza y algunos de Santiago del Estero.

## Línea de fortines de 1779 (Vértiz)
La autorización real para llevar la ofensiva propuesta por Cevallos llegó en 1778, en momentos en que Juan José de Vértiz y Salcedo (1778-1784), tomaba a su cargo el Virreinato. El 10 de setiembre de 1778 una nueva junta de guerra que integraba Pinazo se opuso al proyecto de Cevallos arguyendo la imposibilidad de levantar y mantener un ejército tan numeroso y volviendo a proponer el traslado de las guardias al sur del Salado. Vértiz encargó al teniente coronel Francisco Betbezé, Comandante del Real Cuerpo de Artillería, realizar un reconocimiento de los lugares que ocupaban los fortines y de las zonas señaladas para el traslado.
Para el traslado del Fuerte del Zanjón a Camarones y el de La Matanza al Arroyo de las Flores, se determinó que "(…) era obligación de los vecinos concurrir con carretas, bueyes y todos los elementos que fueren necesarios para realizar este traslado ya que esto era un servicio al Rey".
El 24 de febrero de 1779 Pedro Nicolás Escribano adelantó al Virrey su recomendación de que Los Camarones era un lugar inadecuado al tratarse de "una loma que en el invierno y épocas de lluvias quedaba aislada por dos lagunas salobres y los bañados que se formaban por la poca posibilidad de escurrimiento del agua". Tampoco había buenas pasturas en sus inmediaciones por lo que las caballadas debían ser mantenidas a distancia de la fortaleza, lo que las ponía al alcance de los indios y tornaba vulnerable la posición. Finalmente la posición se encontraba al sur del río Salado, por lo que podía quedar aislada por una crecida del río.
Escribano recomendaba elegir "Las barrancas, situada a 16 leguas del actual emplazamiento al norte del Salado y contaba con buenas pasturas y leña en abundancia".
Betzabé, acompañado por Juan Joseph de Sarmiento, Nicolás de la Quintana y Pedro Nicolás Escribano inició su expedición al otro lado del Salado en el Fuerte de Salto. El 12 de abril de 1779 presentó su informe aconsejando no avanzar la línea sino fortalecerla, dejar en su lugar los fuertes y fortines en razón de que había todavía mucho campo sin cultivar a su retaguardia de la línea de frontera lo que no justificaba un avance y concluía por recomendar que "Si se determinare (como lo creo importante útil y conveniente y aún necesario por ahora) subsistan las guardias de la frontera donde actualmente se hallan, o inmediaciones que dejó insinuadas, gradúo indispensable construir un reducto junto a la laguna de los Ranchos entre el Zanjón o Vitel y el Monte; regularizar la mayor parte de los fuertes, que están en disposiciones despreciables, y construir algunos a las inmediaciones indicadas de los que se hayan de mudar; de forma que los de Vitel, Monte, Luján, Salto y Rojas, sean guardias principales y residencias o cuarteles de cinco indispensables compañías de blandengues, y el proyectado en los Ranchos con los de Lobos, Navarro y Areco, sirvan de fortines con una pequeña guarnición, para estrechar las avenidas y facilitar el diario reconocimiento del campo comprendido en el cordón y su respectivo frente".
Aconsejaba sí, la instalación de un fuerte en la zona de las Lagunas de Vitel, la que contaba con aguadas, buenos pastos y leña, y permitiría privar a los indios de un lugar de reunión y descanso en sus malones. El 1 de junio de 1779 Vértiz dio su aprobación al proyecto, variando solo el lugar de traslado del Zanjón al elegir en vez de la laguna de Vitel la de Chascomús. Cada una de las cinco compañías de blandengues constaría de solo 54 soldados. 

## Chascomús
Recibida la aprobación del Virrey, el 27 de mayo de 1779 partieron del Zanjón, Sardén, Escribano, de la Quintana, el alférez Jorge Peralta, los sargentos Antonio de Olavarria y Andrés Martínez con los cabos y soldados de la compañía de Blandengues La Conquistadora (antes La Atrevida), acompañados por milicianos, dragones, y 70 peones y carreteros llevando todo lo necesario para la instalación del nuevo fuerte.
El 30 de mayo de 1779 el capitán de Blandengues Pedro Nicolás Escribano fundó el Fuerte San Juan Bautista de Chascomús sobre las barrancas de la laguna Indiana.
Escribano envió un chasque a su Virrey en la Fortaleza, diciendo: "Junto con mi compañía he elegido por patrono de este fuerte a San Juan Bautista y por patrona a Nuestra Señora de la Mercedes y espero sean de la aprobación de V.E." Agregando, de una mención de los "enredos de estos indios, unos con otros" que: "Hoy día de la fecha queda acabada la zanja del Fuerte y no puede poner maderas por faltar los carpinteros...".
El sitio elegido fue a 400 m de la laguna de Chascomus, donde actualmente se encuentra la Plaza Independencia y el Palacio Municipal
En agosto de 1780 una gran invasión defensiva indígena del cacique Linco Pagni que alcanzó Chascomús y Luján provocó un inesperado cambio en la política defensiva de la frontera sur del Virreinato. El responsable de proponer un nuevo programa de acción fue Juan José Sardén, nuevo Comandante de Fronteras que desde el 9 de mayo de 1779 reemplazaba a Pinazo después de un destacado desempeño en la frontera norte de Buenos Aires. 
Sardén propuso que la laguna de Los Ranchos, en la "Laguna el Taqueño", fuera también guarnecida con una compañía de blandengues y "aumentar el Cuerpo de Blandengues hasta el número de seiscientos, repartidos por seis Compañías" que se establecerían una en Chascomús, otra en Monte, dos en Luján, una en Salto, y otra en Rojas. Especificaba la composición de dichas unidades e incluso el sueldo de sus integrantes y recomendaba utilizar para su financiamiento el Ramo de Guerra de la ciudad de Buenos Aires y de ser preciso "echar mano del de Cruzadas y Cautivos, como lo hizo el Excelentísimo Señor virrey de Lima en atención que estas tropas hacen continuamente la Guerra contra unos infieles irreconciliables, imposibles de reducirlos al Santo Evangelio". 
El capitán de navío Félix de Azara en su reconocimiento de las Guardias y Fortines de la Frontera relataría en 1796: "Como los bárbaros recibían continuamente reclutas voluntarias de Chile, se hizo necesario aumentar el número de compañías, y el de sus plazas ó individuos; y para pagarlas, se impuso el ramo de guerra que aprobó el Rey en 7 de septiembre de 1760. También se alteró el plan de defensa, porque de errantes y lanzeros que eran los blandengues, se fijaron en varios puntos, ó guardias, repartidas por la frontera y se armaron como dragones sirviendo en caballos propios. Apenas se hubo entablado esto, cuando los hacendados y el Ilustre Ayuntamiento solicitaron que dichas guardias se avanzasen á determinados puntos ó parages, que se hicieron reconocer, pero los dictámenes ó informes fueron siempre tan varios y opuestos como las pasiones ó modos de pensar de sus autores, y redugeron algunos puestos y adelantaron otros."
La nueva línea de fortificaciones quedó concluida en 1781 y constaba del fuerte de Salto, el Fuerte San José de Luján, el Fuerte San Juan Bautista de Chascomús, el Fuerte de Monte, el fuerte San Francisco de Rojas, el fortín Lobos, el Fortín Nuestra Señora del Pilar de los Ranchos, Fortín Navarro, Fortín San Claudio de Areco, Fortín de las Mercedes y Fortín Melincué. Los fuertes fueron ocupados por los blandengues, y los fortines por 12 milicianos "a ración y sin sueldo", con la misión principal de detectar brechas y avances de exploradores y facilitar la aproximación, comunicación y enlace entre los fuertes, por cuanto se hallaban separados entre 70 y 100 km: esas posiciones debían defender una línea cuya longitud total alcanzaba los 330 km.
El Virrey Vértiz en su Memoria de Gobierno detalla que mandó "que a toda diligencia se acopiasen materiales, albañiles, y se construyesen de nuevo todos los antiguos fuertes, por no hallarse ninguno en estado de defensa, y se aumentasen los que se comprendían en la nueva planta, como se practicó por un método uniforme y sólido con buenas estacadas de Andubay, anchos y profundos fosos, rastrillo y puente levadizo, con baluartes para colocar la artillería y mayor capacidad en sus habitaciones y oficinas, en que comprende un pequeño almacén de pólvora, y otro para depósito de armas y municiones, con terreno suficiente por toda la circunferencia para depositar caballada entre el foso y estacada (…) En cada fuerte mandé poner una compañía de dotación compuesta de un capitán, un teniente, un alférez, un capellán, cuatro sargentos, ocho cabos, dos baqueanos, un tambor, ochenta y cinco plazas de blandengues, su total cien plazas, con uniforme propio para la fatiga del campo, armados con carabina, dos pistolas y espada, con lo que ejercitados de continuo en el fuego así a pie, como a caballo al paso, al trote y galope con subordinación, policía y gobierno interior, a cargo de un comandante subinspector de toda la frontera con dos ayudantes mayores colocados a la derecha, izquierda y centro de ella con una dilatada instrucción, adiciones y órdenes particulares, se ha logrado poner este cuerpo en estado respetable para algo más que indios".
El "Reglamento de las Compañías de Cavallería Provincial de las Fronteras de Buenos Aires, y de las raciones con que debe asistirse a las Milicias y Presidiarios" del 28 de junio de 1779 especificaba los sueldos correspondientes: el capitán	50 pesos mensuales, el alférez 25, el capellán 20, los sargentos 14, los cabos 11, el tambor 10, el baqueano 12 y los soldados solo 10. Debían subsistir y mantener a su costa el uniforme y los caballos necesarios. Los presos eran usados como trabajadores bajo el régimen carcelario para el arreglo y mejoramiento de los fuertes.
La ración mensual por individuo, según informe del oficial real Martín José de Altolaguirre del 9 de octubre, consistía en bizcochos, yerba, sal yodada, harina, tabaco, carne y leña, por un total de 20,24 pesos.

## Población
Vértiz complementó las medidas estrictamente defensivas con otras destinadas a favorecer el asentamiento de población al abrigo de los fuertes, no ya sobre la base exclusiva de las familias de los soldados sino reuniendo a los vagabundos que recorrían los campos y a los campesinos dispersos en la campaña vecina.
Un bando del 3 de octubre de 1780 ordenó que todos los pobladores se asentaran a distancia de tiro de cañón de los fuertes, con pena de la vida para los que desobedecieran. El 11 de marzo de 1781 dictó una orden general a todos los sargentos mayores de campaña para que continuasen conduciendo a los fuertes a todas las familias que aún habitaran parajes apartados y estuvieran expuestas a las invasiones. Incluía en la orden también a quienes aún sin hallarse en situación de peligro carecieran de residencia fija, a los peones de chacras y estancias, y a los que vagaban por la campaña sin ocupación conocida.
A fines de junio de 1779 comenzaron a llegar los primeros pobladores, y la fortificación nunca estuvo finalmente terminada, ya que la mala calidad de los materiales hacía necesaria su constante reparación además de sufrir el ataque casi permanente de los indios, por lo que su forma nunca estuvo definida.
La autoridad máxima era la militar, administrativa y religiosamente dependía del partido y curato de la Magdalena, en tanto que militarmente de Luján.
Uno de los lugares históricos de esta ciudad, la casa de La Alameda, se levantó a final del siglo XVIII en la misma margen de la laguna de Chascomús y su primer habitante, Juan Gregorio Girado, Oficial del Regimiento de Blandengues, y como tal fue favorecido con esas tierras, a fin de arraigar y fomentar la población de esta zona.
En 1780 y 1781 se sucedieron nuevos malones sobre ese sector de la frontera.
Las medidas fueron exitosas y el primer censo (noviembre de 1781) indicaba que la población era: en San José de Luján (Mercedes) 464 personas, en San Antonio del Salto 421 personas, en San Juan Bautista de Chascomús de 374 personas, en San Miguel del Monte 345, en San Francisco de Rojas 325 personas, en Nuestra Señora del Pilar de los Ranchos 235 y en San Claudio de Areco (Carmen de Areco) solo 85 personas.
El censo de 1782 no incluyó a los blandengues solteros, criados y peones, pero registró también la producción de trigo: el de Salto estaba ya en primer lugar en población con 493 personas (98 vecinos) y una producción de 1.800 fanegas de trigo. Lo seguía la Guardia de Luján (Mercedes) con 442 personas (80 vecinos), si bien tenía las familias más numerosas y una mayor producción: 2.050 fanegas. Atendiendo a la población, seguía Chascomús (83 vecinos, 328 personas, 1.500 fanegas), Rojas (63 vecinos, 256 personas, 700 fanegas), Monte (49 vecinos, 236 personas, 220 fanegas), Ranchos (56 vecinos, 204 personas, 350 fanegas) y Areco (27 vecinos, 127 personas, 113 fanegas).
Dado su estado de deterioro y en previsión de nuevos ataques, en 1784 el fuerte fue prácticamente reconstruido.
Al iniciarse el siglo XIX la población afincada en los fuertes-pueblo había crecido sensiblemente: la Guardia de Luján (Mercedes) encabezaba nuevamente el censo con 2000 personas (un crecimiento del 352%), pero la seguían Chascomús (1000 personas, 205%) y Ranchos (800 personas, 292%). Recién aparecía Salto con 750 personas (un crecimiento del 52%), igual número que el alcanzado por Monte, que sin embargo ostentaba un crecimiento del 218%. Muy cerca de esos números, cerraba el censo Rojas (740 personas, 189%).
Para 1801 Chascomús era ya considerado partido y en 1808 se designaba al primer Alcalde de la Hermandad, Juan Lorenzo Castro.

## Independencia
Tras la Revolución de Mayo la frontera del Salado permaneció relativamente pacífica hasta los malones de 1820 que destruyeron Salto, Lobos y Dolores, pero Chascomús no se vio afectado. El adelantamiento de la frontera restó toda importancia al fuerte en la lucha contra el indio.
Durante ese período, Chascomús (al igual que la Guardia de Luján) sirvió como centro de detención de detenidos políticos: tras la Revolución del 5 y 6 de abril de 1811 (Agustín Donado, Domingo French, Antonio Luis Beruti, Domingo Vieytes), después de la Conspiración de Álzaga de 1812 (presbítero Bernardo Díaz, doctor Manuel Antonio de Castro y el escribiente de la Comandancia de Cuentas Mariano Sánchez), tras la caída de Carlos María de Alvear en 1815 (brigadier Francisco Javier de Viana, sargento mayor Santiago Lacasa, capitán Manuel Balbastro).
Si bien el principal centro de detención de prisioneros realistas fue el centro de detención de Las Bruscas, Chascomús también sirvió a esos efectos. Tras la caída de Montevideo, el 19 de julio de 1814 fueron internados 29 oficiales y sus asistentes.
En 1815 la amenaza de la expedición de Pablo Morillo impulsó al gobierno de las Provincias Unidas del Río de la Plata a prever la instalación de un "parque de reserva" en la campaña bonaerense, que permitiera la retirada al interior en caso de caer la ciudad de Buenos Aires en manos realistas.
Chascomús fue finalmente el punto elegido. Tras repararse el fuerte utilizando dos hornos de ladrillos de la zona, en julio de 1817 finalizaron los trabajos a cargo del sargento mayor de caballería agrimensor José de la Peña y Zazueta para la construcción del parque. El 8 de julio se hacía cargo del mismo el sargento mayor Florencio Pelliza. Las obras incluían el parque propiamente dicho, de 51 varas de frente por 70 de fondo (en el lugar ocupado por la actual municipalidad) y la "Casa de la Pólvora" situada a orillas de la laguna y a media milla al NO del parque.